# Notonykia nesisi
Notonykia nesisi is een inktvissensoort uit de familie van de Onychoteuthidae. De wetenschappelijke naam van de soort is voor het eerst geldig gepubliceerd in 2007 door Bolstad.